# (12530) Richardson
(12530) Richardson es un asteroide perteneciente al cinturón de asteroides, descubierto el 22 de mayo de 1998 por el equipo del Lincoln Near-Earth Asteroid Research desde el Laboratorio Lincoln, Socorro, Nuevo México.

## Designación y nombre
Richardson se designó inicialmente como 1998 KO46.
Más adelante fue nombrado en honor al estudiante estadounidense finalista en un concurso de ciencias Aaron Cole Richardson (n. 1984).

## Características orbitales
Richardson orbita a una distancia media del Sol de 2,6040 ua, pudiendo acercarse hasta 2,4576 ua y alejarse hasta 2,7504 ua. Tiene una excentricidad de 0,0562 y una inclinación orbital de 5,5971° grados. Emplea en completar una órbita alrededor del Sol 1534 días.

## Características físicas
Su magnitud absoluta es 14,2. Tiene 8,184 km de diámetro. Su albedo se estima en 0,049.